# Jamia Fields
Jamia Fields (* 24. September 1993 in Alta Loma, Rancho Cucamonga, Kalifornien) ist eine US-amerikanische Fußballspielerin.

## Karriere

### Verein
Während ihres Studiums an der Florida State University spielte Fields von 2011 bis 2014 für die dortige Universitätsmannschaft der Florida State Seminoles und lief parallel dazu 2011 und 2013 bei der W-League-Franchise Pali Blues auf. Anfang 2015 wurde sie beim College-Draft der NWSL in der zweiten Runde an Position 14 von den Boston Breakers verpflichtet, jedoch noch vor Saisonbeginn wieder freigestellt. Kurz darauf wechselte Fields zu den Western New York Flash und gab dort am 2. Mai 2015 gegen die Boston Breakers ihr Ligadebüt. Vor der Saison 2016 wechselte sie weiter zum Liganeuling Orlando Pride, wo sie bis zum Ende der Saison 2017 aktiv war.
Im Jahr 2018 spielte Fields je eine Halbserie für die norwegischen Erstligisten Arna-Bjørnar und Avaldsnes IL. Zur Saison 2019 kehrte sie in die Vereinigten Staaten zurück und unterschrieb bei der Franchise der Houston Dash.

### Nationalmannschaft
Fields stand im Aufgebot der US-amerikanischen U-15-, U-17- und U-20-Nationalmannschaften.

## Erfolge
- 2013: Gewinn der W-League-Meisterschaft (Pali Blues)